# Zaițeve, Ciornomorske
Zaițeve (în ucraineană Зайцеве) este un sat în comuna Mijvodne din raionul Ciornomorske, Republica Autonomă Crimeea, Ucraina.

## Demografie
Componența lingvistică a localității Zaițeve
     Rusă (56,82%)
     Ucraineană (24,24%)
     Tătară crimeeană (18,18%)
Conform recensământului din 2001, majoritatea populației localității Zaițeve era vorbitoare de rusă (56,82%), existând în minoritate și vorbitori de ucraineană (24,24%) și tătară crimeeană (18,18%).